# N-chlorsukcinimid
N-Chlorsukcinimid je organická sloučenina se vzorcem C2H4(CO)2NCl. Používá se jako chlorační a oxidační činidlo.
Vazba N–Cl je značně reaktivní a může snadno uvolňovat ionty Cl+.

## Výroba a reakce
N-Chlorsukcinimid se vyrábí ze sukcinimidu reakcemi se zdroji Cl+, jako je chlornan sodný, terc-butylester kyseliny chlorné, nebo i elementární chlor.
Areny bohaté na elektrony, například deriváty anilinu a mesitylenu, se touto látkou snadno monochlorují.
N-Chlorsukcinimid lze v organické syntéze použít jako chlorační činidlo společně s fotoredoxními katalyzátory citlivými na viditelné světlo.

## Podobná činidla
- N-jodsukcinimid, jodovaný analog N-chlorsukcinimidu[5]
- N-bromsukcinimid, bromovaný analog N-chlorsukcinimidu[6]
- další komerčně dostupné N-chlorované sloučeniny, například chloramin T, kyselina trichlorisokyanurová ((OCNCl)3), a 1,3-dichlor-5,5-dimethylhydantoin[2]